# David Carreira
 (novembre 2023).
Pour les articles homonymes, voir Carreira et Antunes.
David Carreira, né David Araújo Antunes le 30 juillet 1991 à Dourdan dans l'Essonne, est un chanteur, danseur, acteur et mannequin franco-portugais. Il est le fils du chanteur Tony Carreira.

## Biographie
Fils de Tony Carreira et frère du chanteur Mickael Carreira, David a toujours vécu proche du milieu artistique. Il a également une sœur cadette, Sara Carreira (1999-2020), également connue du public portugais,,, et une mère, Fernanda Antunes, qui n'est autre que le manager de la carrière de son père.
En 2001, il rentre avec sa famille au Portugal, David Carreira voit sa passion pour le football grandir et intègre alors l’équipe junior du Sporting Clube au Portugal,. Mais une lésion au genou droit l’éloigne des terrains  et c’est durant le temps de sa récupération que David commence à développer un intérêt pour la musique, la magie, le spectacle et la scène,.

### Carrière artistique
David Carreira commence sa carrière artistique en tant que mannequin défilant pour des évènements comme ModaLisboa (pt) ou Portugal Fashion. Il a également participé à des campagnes publicitaires pour Cacharel. Mais David Carreira doit sa popularité à son rôle de Lourenço Seixas dans la huitième saison de la série Morangos com Açúcar en 2010,.
En 2012, il a tourné dans la telenovela Louco Amor (pt) dans le rôle de Chico, un jeune homme de 21 ans qui a tendance à aimer les femmes plus âgées, diffusée sur la chaîne TVI.
En octobre 2011, son disque N°1 produit par le duo français Tefa et Blasta est présenté au grand public. C'est un mélange de pop, dance, hip hop et R&B. Cet album est récompensé par un double disque de platine et est resté au top pendant 43 semaines consécutives. Le single Esta noite avec J-Mi Sissoko devient le tube principal de l'album. David Carreira entame plusieurs concerts et remplie plusieurs salles dont le Coliseu dos Recreios le 16 février 2013. Le 11 novembre 2013, il sort son deuxième album intitulé A Força Está Em Nós avec les participations de Snoop Dogg[réf. nécessaire], Boss AC[Qui ?], Anselmo Ralph[réf. nécessaire], Diana Chaves[Qui ?] et la chanteuse française Léa Castel[réf. nécessaire].
Il signe un contrat avec Warner France[Quand ?][réf. nécessaire].
Il intègre Dança com as Estrelas (Danse avec les stars portugaise), le dimanche 3 août 2014, sur la chaîne privée TVI et arrive en finale face à l'acteur portugais Lourenço Ortigão qui remporte la saison.
En novembre 2018, David Carreira sort son 7e album, intitulé « 7 ».

#### Carrière française
En France, David Carreira est surnommé le petit prince de Lisbonne, surnom donné par une personne de sa maison de disques. Son premier single Obrigado La Famille en duo avec Dry est produit par Wati B. Il est extrait de son premier album français qui est parti en 2014  sur le label de Warner Music France. Sur cet album figure un duo avec la chanteuse Tal et des titres co-écrits par le rappeur Tunisiano. Le second extrait de l'album s'intitule Boom et a été interprété pour la première fois sur le plateau de l'émission Vivement dimanche présentée par Michel Drucker lors de la spéciale Tony Carreira. Le troisième extrait de l'album Tout recommencer, sorti le 25 août 2014, est un duo avec le rappeur Snoop Dogg intitulé Viser le K.O, qui n'est autre que la version française de A Força Está Em Nós. En 2014, il participe à l'émission de NRJ 12 Les People passent le bac et passe régulièrement dans Le Mag de NRJ 12.
Depuis le 24 juin 2015, il est juré dans la version française de l'émission Got to dance sur TMC. Son deuxième album français, 1991, est sorti le 19 mai 2017 dans les bacs.

## Discographie

### Albums studio
| Titre               | Détails de l'album                                                                          | Meilleure position | Meilleure position | Meilleure position | Meilleure position | Ventes                    | Certification       |
| Titre               | Détails de l'album                                                                          | FR                 | BEL (FR)           | SUI                | POR                | Ventes                    | Certification       |
| ------------------- | ------------------------------------------------------------------------------------------- | ------------------ | ------------------ | ------------------ | ------------------ | ------------------------- | ------------------- |
| N°1                 | - Sortie : 17 octobre 2011 - Label : Farol Música - Format : CD, téléchargement digital     | —                  | —                  | —                  | 1                  |                           | - POR : 2 × Platine |
| A força está em nós | - Sortie : 11 novembre 2013 - Label : Farol Música - Format : CD, téléchargement digital    | —                  | —                  | —                  | 2                  |                           |                     |
| Tout Recommencer    | - Sortie : 22 aout 2014 - Label : Warner Music France - Format : CD, téléchargement digital | 8                  | 20                 | 21                 | —                  | - FR : 35 000 (mars 2015) | - FRA : Or,         |
| 3                   | - Sortie : 4 décembre 2015 - Label : Regi concerto - Format : CD, téléchargement digital    | —                  | —                  | —                  | 1                  |                           | - POR : Or          |
| 1991                | - Sortie : mai 2017 - Label : Warner Music France - Format : CD, téléchargement digital     | —                  | —                  | —                  | _                  |                           |                     |

### Singles
| Année | Single                                       | Meilleure position | Meilleure position | Meilleure position | Album               |
| Année | Single                                       | FR                 | BEL (FR)           | POR                | Album               |
| ----- | -------------------------------------------- | ------------------ | ------------------ | ------------------ | ------------------- |
| 2011  | "Esta Noite" (featuring Jmi Sissoko)         | —                  | —                  | 5                  | Nº 1                |
| 2012  | "Falling Into You"                           | —                  | —                  | —                  | Nº 1                |
| 2012  | "Don't Stop The Party" (featuring Lara Life) | —                  | —                  | —                  | Nº 1                |
| 2013  | "Baby Fica" (featuring Anselmo Ralph)        | —                  | —                  | —                  | A força está em nós |
| 2014  | Obrigado la famille (featuring Dry)          | 55                 | 53                 | —                  | Tout recommencer    |
| 2014  | Boom (featuring Leck)                        | 50                 | 53                 | —                  | Tout recommencer    |
| 2014  | Viser le K.O (featuring Snoop Dogg)          | 167                | 54                 | —                  | Tout recommencer    |
| 2014  | Rien à Envier                                | —                  | —                  | —                  | Tout recommencer    |
| 2015  | Piqué (featuring Sultan)                     | -                  | -                  | -                  | 3                   |
| 2017  | Domino                                       | 124                | -                  | -                  | 1991                |
| 2017  | Numero Uno                                   | -                  | -                  | -                  | 1991                |
| 2017  | Lucia                                        | -                  | -                  | -                  | 1991                |